# Європейський проспект
Європейський проспект — проспект в Подільському районі Кропивницького, пролягає від Великої Перспективної вулиці до вулиці Бобринецький шлях.
До вулиці прилягають вулиці Можайського, Михайлівська, Генерала Шумілова, Кропивницького, Садова, провулки Фісановича, Поштовий, Городній; перетинає Кріпосний провулок.

## Історія

Будинок статського радника К. В. Соколова-Бородкіна, 1845 року забудови, де з 1874 року перебуває Апеляційний суд Кіровоградської області

Вулиця є однією з найстаріших у місті. Виникла у XVIII ст., майже одночасно з будівництвом фортеці. Тут розміщувався Пермський карабінерний полк, від якого місцевість згодом отримала назву Пермська слобода (нині — Пермський), а вулиця — Пермська. У той час вулиця була частиною тракту Миколаїв — Кременчук, на якому розміщувалася поштова станція. На станції в різний час зупинялося чимало відомих людей, зокрема Петер-Симон Паллас, Олександр Пушкін, Адам Міцкевич, Микола Гоголь, Микола Добролюбов та інші.
У XIX ст. вулиця стала називатися Великою Пермською, а з приходом радянської влади її перейменовували на вулицю Яна Томпа на честь естонського комуніста Яана Томпа, який брав участь у встановленні влади рад у Єлисаветграді. З 1897 по 1941 роки на частині вулиці (до пивзаводу) існувала трамвайна лінія.
У 1992 році вулицю Яна Томпа перейменовано на Верхню Пермську. З 2003 року Велика Пермська.
Сучасна назва з 2023 року.

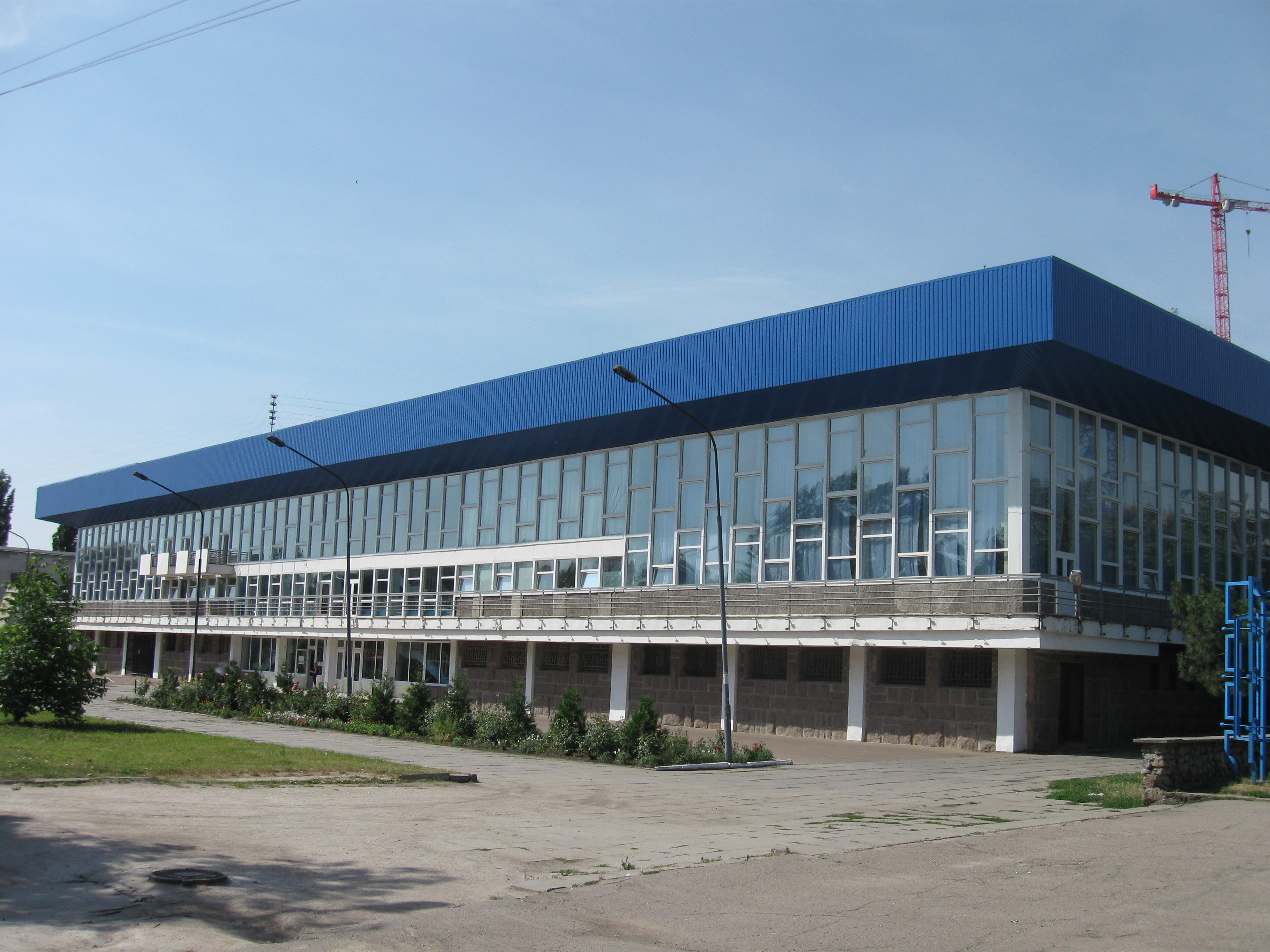
СДЮШОР «Надія»

Велика Пермська вулиця є пам'яткою архітектури і містобудування.
Тут розташована низка пам'яток архітектури:
- дитяча спортивна школа (СДЮШОР «Надія», буд. № 1);
- будинок окружного суду (Апеляційний суд Кіровоградської області, № 2/57);
- приватна водолікарня (№ 3);
- синагога (№ 5);
- пожежне депо (№ 7);
- млин (№ 13/1);
- комплекс будівель пивзаводу (ВАТ «Імперія-С», № 88);
- житлові будинки (№№ 6, 15, 21, 25, 46, 53/9, 55, 57, 58, 74, 76, 78, 81)